# Juan José Romero Guzmán
Juan José Romero Guzmán (Santiago de Chile, 5 de diciembre de 1967) es un abogado y académico chileno.
Es autor de numerosas publicaciones académicas, cuyas principales áreas de investigación y publicaciones abarcan la economía y derecho constitucional, el derecho y política de regulación, y derecho de la libre competencia.

## Formación académica
El abogado Juan José Romero es licenciado en Derecho de la Pontificia Universidad Católica de Chile (1991). En 1995 realizó el postítulo en Administración de Empresas (ESAE) de la Escuela de Administración de la Pontificia Universidad Católica de Chile. En 1997 alcanzó el grado académico de Master of Science in Regulation en la London School of Economics and Political Science, de la Universidad de Londres. Posteriormente obtuvo el grado de Doctor en Derecho por la Universidad de Salamanca.

## Actividades profesionales

### Carrera académica
Desde el año 2005 es profesor e investigador de la Facultad de Derecho de la Pontificia Universidad Católica de Chile en materias de Derecho Constitucional y Regulación Económica, realizando cursos en pregrado y postgrado. Fue Director de Postgrados de la Facultad de Derecho de la Pontificia Universidad Católica de Chile y exdirector y fundador del Magíster en Derecho de la Empresa, LLM –versión internacional- impartido en Centroamérica por la misma universidad. Fue además, exmiembro, por dos períodos, del Consejo de Facultad, Derecho UC, y se desempeñó como profesor invitado en el Magíster de Estado de Derecho y Buen Gobierno en la Universidad de Salamanca.
Actualmente es Profesor Asociado (Ordinario) de la Facultad de Derecho de la Pontificia Universidad Católica de Chile en materias de Derecho Constitucional y Derecho Económico, entre otras.

### Actividad profesional (2008-2013)
El año 2008 fue propuesto en una terna por el Banco Central y nombrado por la presidenta de la República como ministro Suplente del Tribunal de Defensa de la Libre Competencia, y en 2010 formó parte del Consejo de Concesiones del Ministerio de Obras Públicas de Chile, cargos que desempeñó hasta marzo de 2013, cuando fue designado por el Senado, previa propuesta de la Cámara de Diputados, como ministro del Tribunal Constitucional de Chile. Su período se inició el 15 de marzo de 2013 y cesa en la misma fecha del año 2022.
Fue miembro del Comité Asesor de la Comisión Presidencial de Modernización de la Institucionalidad Reguladora del Estado, y consultor de la UNCTAD para el programa COMPAL (Competencia para América Latina), capacitando a los magistrados de la Corte Suprema de Justicia de El Salvador en estas materias. Asimismo, en 2012 fue consultor del Gobierno de Ecuador para elaborar un reglamento sobre la ley de protección de la competencia de dicho país. 
Entre los años 2013-2017 fue designado por el Tribunal Constitucional de Chile como Miembro titular de la European Commission for Democracy through Law (Venice Commission) y Presidente de la Subcomisión para América Latina de la misma organización.
Actualmente, es miembro del Judicial Council de la Internacional Association of Law Schools (IALS), una de las instituciones de mayor renombre de Escuelas de Derecho del mundo cuya principal misión es colaborar en el desarrollo y el fortalecimiento de la educación legal.

### Ministro del Tribunal Constitucional (2013-2022)
En marzo de 2013 fue nominado por la Cámara de Diputados para asumir el cargo de ministro del Tribunal Constitucional, en reemplazo del entonces ministro y expresidente del Tribunal, Marcelo Venegas. Su nominación fue aprobada por la unanimidad de la Cámara de Diputados y, luego, por la unanimidad del Senado el 6 de marzo de 2013. Asumió el cargo el 18 de marzo de 2013, y su período de nueve años termina el 18 de marzo de 2022.

### Presidente del Tribunal Constitucional (2021-2022)
El 10 de agosto de 2021 el Pleno del Tribunal Constitucional lo nombró como su Presidente, con nueve votos a favor y una abstención de la entonces Presidenta, María Luisa Brahm. El período de la Presidencia del ministro Romero comienza el 27 de agosto de 2021 y termina el 18 de marzo de 2022, junto con el cese de período como ministro del Tribunal. 
El 27 de agosto de 2021 juró como Presidente del Tribunal Constitucional en reemplazo de la ahora ex Presidenta María Luisa Brahm.

## Premios y reconocimientos
- Premio de Reconocimiento a la Excelencia Docente 2008, área ciencias sociales, otorgado por la Pontificia Universidad Católica de Chile.

## Publicaciones académicas relevantes

### Libros
- Ejecución y cumplimiento de un marco normativo de libre competencia” (Santiago, Editorial Thomson Reuters, año 2015. 418 pp.)[9]

### Artículos de revista
- CUMPLIDO, Francisco, y ROMERO, Juan José: “Límites constitucionales a la intervención del Estado a través del establecimiento de una regalía minera” (Revista de Derecho Administrativo Económico, No.13, pp.41-64, 2004.)
- "Voluntarismo administrativo en la fijación de tarifas: los medios también son importantes" (Sentencias Destacadas 2004: una mirada desde la perspectiva de las políticas públicas. Libertad y Desarrollo. Mayo, 2005; Capítulo 2; pp.55-88.)
- “¿Cuándo hay un buen sistema regulatorio? Criterios de legitimidad” (Actas XXXIV Jornadas de Derecho Público; 25 – 27 de noviembre de 2004; Facultad de Derecho; Pontificia Universidad Católica de Chile; Editorial LexisNexis , 1ª Edición, noviembre de 2005; pp.539-554.)
- “Regulación de una cláusula de escape a la competencia internacional: el caso de las salvaguardias” (Actas II Jornadas de Derecho de la Empresa (octubre de 2004). Magíster Derecho de la Empresa. Pontificia Universidad Católica de Chile, 2005, pp.157-212.)
- “Regulación de la Eficiencia Energética: el caso del etiquetado” (Revista de Derecho Administrativo Económico, No.14, pp.73-94, 2005.)
- “Salvaguardias a la Harina de Trigo: una Herramienta Equivocada para un Propósito Discutible” (Sentencias Destacadas 2005: una mirada desde la perspectiva de las políticas públicas. Libertad y Desarrollo. Junio, 2006, pp.149-201.)
- “Colusión de Empresas de Oxígeno: cuánta evidencia es suficiente” (Sentencias Destacadas 2006: una mirada desde la perspectiva de las políticas públicas. Libertad y Desarrollo. Mayo, 2007, pp.351-411.)
- “Fusiones y adquisiciones en el sector de agua potable y servicios sanitarios: reflexiones actuales de un caso pasado” (Anales Derecho UC: temas de libre competencia, Nº 2, 2007.)
- “Cambio en la regulación eléctrica y estabilidad de los contratos: ¿Cuándo una limitación se transforma en privación? ¿Cuándo compensar?” (Sentencias Destacadas 2007: una mirada desde la perspectiva de las políticas públicas. Libertad y Desarrollo. Mayo, 2008, pp. 19-58.)
- “¿Capturados por nuestra suspicacia? Algunas aproximaciones acerca del origen, desarrollo y extinción de las regulaciones”. (Revista Chilena de Derecho, vol. 35, n.º 1, 2008, pp. 9-35.)
- “Colusión en Chile: el caso del oxígeno y repercusiones posteriores” (Revista de Derecho de la Competencia, CEDEC VIII, Universidad Javeriana de Colombia, enero-diciembre de 2008, pp. 41-118.)
- “Accountability y Transparencia en el Estado Regulador” (ROMERO, Juan José, RODRÍGUEZ, Nicolás y OLIVARES, José Miguel –editores: Buen Gobierno y Corrupción: algunas perspectivas, Ediciones Derecho UC, 2009.)
- “Enforcement, sanciones y multas en el sistema de libre competencia chileno” (TRIBUNAL DE DEFENSA DE LA LIBRE COMPETENCIA: La Libre Competencia en el Chile del Bicentenario (Santiago, Centro de Libre Competencia UC – Thomson Reuters), 2012 pp.503-537.)
- “Comisión Antidistorsiones: Diagnósticos y algunas soluciones” (Estudios de Libre Competencia, Consumidor y Regulación, Centro de Libre Competencia UC, N° 1, 2013, pp. 11-27.)[10]